# Judith Hopf
Judith Hopf née en 1969 à Karlsruhe est une sculptrice et vidéaste allemande. Elle vit et travaille à Berlin.

## Biographie
Judith Hopf est née en 1969 à Karlsruhe, en Allemagne. Elle s'installe à Berlin dans les années 1990. La ville de Berlin, après la chute du mur est un terrain d'expérimentation pour Judith Hopf. L'art contemporain s'y développe. Judith Hopf utilise la sculpture, la vidéo et le dessin. Depuis 2008, elle enseigne à l'École Städel, à Francfort-sur-le-Main.
Dans ses sculptures, Judith Hopf questionne les relations entre les êtres humains et la technologie, avec humour et dérision. En 2022, elle présente une exposition en deux volets à Paris. Au Plateau, ses œuvres questionnent la consommation d’énergie. À Bétonsalon, elle questionne la production d'énergie à partir de ressources naturelles comme l'eau ou le soleil.

## Expositions
- Malmö Konsthal, Malmö, 2012
- Neue Galerie, Kassel, 2015
- Up, Museion, Bolzano, 2016
- Hammer Museum, Los Angeles, 2017
- OUT, Galerie Nationale du Danemark, Copenhague, 2018
- Énergies, Bétonsalon et Le Plateau, Paris, 2022

## Catalogue d'exposition
- Roberto Pinto et Letizia Ragaglia, Judith Hopf : Up, Les Presses du réél, 2017, 140 p. (ISBN 978-88-6749-255-8)